# Ууе-Карістеська сільська рада
У́уе-Ка́рістеська сільська рада (ест. Uue-Kariste külanõukogu, рос. Ууэ-Каристеский сельский совет) — сільська рада в Естонській РСР, адміністративно-територіальна одиниця в складі повіту Вільяндімаа (1945—1950) та Аб'яського району (1950—1954).

## Історія
13 вересня 1945 року на території волості Рімму у Вільяндіському повіті утворена Ууе-Карістеська сільська рада з центром у селі Карісте. Територія сільради збігалася з волостю Ууе-Карісте, що існувала впродовж 1866—1939 років.
26 вересня 1950 року, після скасування в Естонській РСР повітового та волосного поділу, сільська рада ввійшла до складу новоутвореного Аб'яського сільського району.
20 березня 1954 року відбулася зміна кордонів між районами Естонської РСР, зокрема з Ууе-Карістеської сільради виключені 40,31 га земель колгоспу імені Йоганнеса Вареса і приєднані до Парастумаської сільської ради Вільяндіського району.
17 червня 1954 року в процесі укрупнення сільських рад Естонської РСР Ууе-Карістеська сільська рада ліквідована. Її територія склала північно-західну частину Галлістеської сільської ради.